# 王玉清 (贵州)
王玉清（1921年12月—2023年6月23日），男，贵州省毕节市威宁县人，正军职、原福州军区司令部顾问。小说《金色的鱼钩》原型。
1935年11月，王玉清参加革命。土地革命战争时期，王玉清先后在红二军团电台班、卫生部、宣传部任战士、卫生员、宣传员等职，并参加了长征。王玉清在抗日战争期间历任延安总政风火剧团宣传员，抗日军政大学通信员和警卫连班长、代理副排长等职。参加了大生产运动，并曾在抗日军政大学和延安炮兵学校学习。1940年10月，王玉清加入中国共产党。
抗日战争胜利后，王玉清历任东北民主联军辽西（吉）军区保安第1旅1团（44军130师388团）炮兵连排长、副连长。1946年任保安第1旅3团（44军130师390团）炮兵连连长。1948年3月，王玉清任东北人民解放军7纵19师（44军130师）山炮营副营长，后任营长。1952年10月后，王玉清历任54军130师炮兵室主任、130师司令部副参谋长等职。同年参加抗美援朝战争。
1955年9月起，王玉清历任炮兵副师长，军分区参谋长、副司令员、师长，福州军区司令部副参谋长、军区炮兵司令员、军区司令部顾问等职。1983年9月，在福州军区司令部顾问任上离休。王玉清于1955年被授予少校军衔，1964年晋升为上校军衔。
2023年6月23日，王玉清因病医治无效在福州逝世。